# The Independent (Australien)
The Independent, auch bekannt als The Sunday Independent, war eine australische Wochenzeitung, die in Perth, Western Australia, von 1969 bis zu ihrer Auflösung 1986 herausgegeben wurde. Besitzer waren die Eisenerz-Magnaten Lang Hancock und Peter Wright.

## Geschichte
Die Zeitung wurde am 27. April 1969 als Sonntags-Zeitung gegründet. Der erste Redakteur war Maxwell Newton.
Am Anfang lag die Auflage bei 70.000 Stück, doch konnte The Independent nie ernsthaft die Vormachtstellung der konkurrierenden  The Sunday Times in Gefahr bringen.
Im Jahr 1973 stand das Blatt als The Independent Sun vier Wochen lang als Tageszeitung im direkten Wettbewerb mit The West Australian.
Die Besitzer der Sunday Times, News Corporation, übernahmen The Independent 1984 und nahmen sie im Mai 1986 vom Markt.